# Simó de Vexin
Simó de Vexin o Simó de Valois, nascut el 1048, mort el 1080 (o 1081), va ser comte d'Amiens, de Vexin i de Valois, i de Montdidier, el comtat de Montdidier havia estat conquerit (excepte Roucy i Ramerupt) pel comte de Vermandois i Raül III de Valois l'havia arrabassat a aquest abans de 1038 i senyor de de Crépy, de 1074 a 1077 i comte de Bar-sur-Aube (procedent de l'herència materna) a la mort del seu germà Gautier, de 1065/1067 a 1077. Era fill de Raül IV, comte de Valois, després Raül III de Vexin i d'Amiens, i d'Adela de Bar-sur-Aube. També és designat com sant Simon o Simon de Crépy.

## Biografia
Originaire de Crépy-en-Valois, la capital del Valois, fou criat a la cort de Guillem el Conqueridor, duc de Normandia. Va heretar del seu pare, Raül IV de Valois (també anomenat Raül de Péronne), els comtats del Valois, d'Amiens, de Montdidier i diverses altres possessions a la Xampanya la qual cosa portava ombra al rei de França, Felip I. Així segurament ja abans de rebre l'herència paterna, va entrar en guerra contra el rei. Simó tenia uns vint anys i durant tres anys va tenir cap al rei de França. El comte Simó es volia casar amb Adela de Normandia, filla del duc Guillem, i si bé això no era possible per ser una parenta consanguínia, va decidir anar a Roma segurament per demanar dispensa al Papa.
Mentre que les tropes del rei Felip I de França destrossaven el Valois, les tropes de Simó devastaven les terres reials. A Roma, per consell del papa Gregori VII, va renunciar a aquesta guerra i al projectat matrimoni, i es va casar llavors (vers 1072) amb la filla del comte d'Alvèrnia, Judit. El seu pare va morir el 1074 a Péronne i llavors va recollir la seva successió de la que no va gaudir gaire temps: el 1077, d'acord amb la seva esposa, va cedir els seus dominis de Valois a la seva germana, la comtessa de Vermandois, i els dos esposos van entrar cadascun en la vida religiosa. Joan d'Ivry, arquebisbe de Rouen, van negociar amb ell la tornada de Gisors als béns de la catedral. Aquest domini havia estat donat vitalíciament a Raül IV de Valois, el seu pare, pel predecessor de Joan, Mauril (sant Mauril) però Simó el va conservar alguns anys suplementaris. La seva restitució va permetre no només la tornada d'un benefici important per a la catedral sinó també dominar un indret estratègic i un reforç a la frontera del ducat de Normandia, entre Neaufles i Neuf-Marché.
Llavors (1077) Felip I de França va adquirir l'anomenat Vexin francès i el duc de Normandia es va quedar amb el Vexin normand; el comtat d'Amiens fou reunit als dominis de la corona. Simó es va retirar al monestir de Condat, però després, jutjant que la disciplina no hi era prou respectada, es va establir amb alguns companys prop de les fonts del riu Doubs, enmig dels boscos. Va construir una ermita (algunes cabanes), amb una casa adaptada als usos de la vida monàstica i a les necessitats de la vida agrícola L'ermita va subsistir i es va transformar al segle xii en un petit priorat rural dependent de Saint-Oyend de Joux (monestir de Condat). Malgrat les rudes condicions climàtiques, alguns pagesos s'hi van instal·lar i van fundar el poble de Mouthe (modern departament del Doubs). Simó, per dues vegades, va haver de tornar a la vida secular, primer cridat per Gregori VII per negociar amb el duc normand d'Itàlia del Sud Robert Guiscard, i després per servir d'intermediari en un conflicte entre l'abadia de Cluny i el rei de França Felip I, a propòsit de béns usurpats per aquest últim a l'abadia.
Simó va marxar a pelegrinatge a Terra Santa, i després a Roma; fou allà, davant la confessió de Sant Pere que va ser atès de la malaltia que el va conduir a la mort. Va rebre els sagraments de l'Església de la mà fins i tot del papa Gregori VII. Simon de Crépy va ser beatificat. La seva estàtua que domina el poble de Mouthe va ser inaugurada el 1934 i una relíquia (un os del seu braç) es conserva a Mouthe.